# Paul Hellyer
Paul Theodore Hellyer (Waterford, 6 de agosto de 1923 - 8 de agosto de 2021), foi um engenheiro, político, escritor e comentarista canadense. 

## Carreira
Ele foi o membro mais antigo do Conselho Privado, à frente do príncipe Filipe, Duque de Edimburgo. Em 2013, causou polêmica ao afirmar que existiriam extraterrestres trabalhando para o governo dos Estados Unidos. Ele era o membro mais antigo do Conselho Privado da Rainha para o Canadá no momento de sua morte.

## Livros
- Agenda, a Plan for Action (1971)
- Exit Inflation (1981)
- Jobs for All: Capitalism on Trial (1984)
- Damn the Torpedoes (1990)
- Funny Money: A common sense alternative to mainline economics (1994)
- Surviving the Global Financial Crisis: The Economics of Hope for Generation X (1996)
- Evil Empire: Globalization's Darker Side (1997)
- Stop: Think (1999)
- Goodbye Canada (2001)
- One Big Party: To Keep Canada Independent (2003)
- A Miracle in Waiting (2010), update of Surviving the Global Financial Crisis
- Light at the End of the Tunnel: A Survival Plan for the Human Species (2010)
- The Money Mafia: A World in Crisis (2014)
- Hope Restored: An Autobiography by Paul Hellyer: My Life and Views on Canada, the U.S., the World & the Universe (2018)
- Liberation! The Economics of Hope (2020)